# Élections municipales de 2021 dans Les Basques
Pour un article plus général, voir Élections municipales de 2021 dans le Bas-Saint-Laurent.
Cet article concerne les élections municipales de 2021 dans le Bas-Saint-Laurent  dans la municipalité régionale de comté des Basques.

## Notre-Dame-des-Neiges
|             | Élection (2017)                                                                                  | Dissolution (2021)                                                                               | Élection (2021)                                                                                 |
| Maire       | Jean-Marie Dugas                                                                                 | Jean-Marie Dugas                                                                                 | Jean-Marie Dugas                                                                                |
| Conseillers | Jean-Paul Rioux Gilles Lamarre Robert Forest Sylvain Sénéchal Philippe Leclerc Benoit Beauchemin | Jean-Paul Rioux Gilles Lamarre Robert Forest Sylvain Sénéchal Philippe Leclerc Benoit Beauchemin | Jean-Paul Rioux Gilles Lamarre Mélanie Dubé Sylvain Sénéchal Jean-Yves D'Amboise Hélène Poirier |

| Candidats pour la mairie   | Vote            | %               |
| -------------------------- | --------------- | --------------- |
| Jean-Marie Dugas (Sortant) | Sans opposition | Sans opposition |

| Candidats conseiller #1   | Vote            | %               |
| ------------------------- | --------------- | --------------- |
| Jean-Paul Rioux (Sortant) | Sans opposition | Sans opposition |

| Candidats conseiller #2  | Vote            | %               |
| ------------------------ | --------------- | --------------- |
| Gilles Lamarre (Sortant) | Sans opposition | Sans opposition |

| Candidats conseiller #3 | Vote            | %               |
| ----------------------- | --------------- | --------------- |
| Mélanie Dubé            | Sans opposition | Sans opposition |

| Candidats conseiller #4    | Vote            | %               |
| -------------------------- | --------------- | --------------- |
| Sylvain Sénéchal (Sortant) | Sans opposition | Sans opposition |

| Candidats conseiller #5 | Vote            | %               |
| ----------------------- | --------------- | --------------- |
| Jean-Yves D'Amboise     | Sans opposition | Sans opposition |

| Candidats conseiller #6 | Vote            | %               |
| ----------------------- | --------------- | --------------- |
| Hélène Poirier          | Sans opposition | Sans opposition |

- Démission de Sylvain Sénéchal, conseiller #4, le 31 octobre 2022[1].

- Élection sans opposition de Lise-Marie Duguay au poste de conseillère #4 le 12 mars 2023[2].

| Candidats conseiller #4 | Vote            | %               |
| ----------------------- | --------------- | --------------- |
| Lise-Marie Duguay       | Sans opposition | Sans opposition |

## Saint-Clément
|             | Élection (2017)                                                                        | Dissolution (2021)                                                                     | Élection (2021)                                      |
| Maire       | Eric Blanchard                                                                         | Eric Blanchard                                                                         | Eric Blanchard                                       |
| Conseillers | Sylvie Vincent Francis April Stéphane April Christiane Veilleux Denis Roy Luc Veilleux | Sylvie Vincent Francis April Stéphane April Christiane Veilleux Denis Roy Luc Veilleux | Aucune candidature Stéphane April Aucune candidature |

| Candidats pour la mairie | Vote            | %               |
| ------------------------ | --------------- | --------------- |
| Éric Blanchard (Sortant) | Sans opposition | Sans opposition |

| Candidats conseiller #1 | Vote | % |
| ----------------------- | ---- | - |
| Aucune candidature      |      |   |

| Candidats conseiller #2 | Vote | % |
| ----------------------- | ---- | - |
| Aucune candidature      |      |   |

| Candidats conseiller #3  | Vote            | %               |
| ------------------------ | --------------- | --------------- |
| Stéphane April (Sortant) | Sans opposition | Sans opposition |

| Candidats conseiller #4 | Vote | % |
| ----------------------- | ---- | - |
| Aucune candidature      |      |   |

| Candidats conseiller #5 | Vote | % |
| ----------------------- | ---- | - |
| Aucune candidature      |      |   |

| Candidats conseiller #6 | Vote | % |
| ----------------------- | ---- | - |
| Aucune candidature      |      |   |

- Élection sans opposition de Flavie Ouellet au poste de conseillère #1, de Gabriel Belzile au poste de conseiller #2, de Christine April au poste de conseillère #4, de Pascal Jean au poste de conseiller #5 et de Rémi Lepage au poste de conseiller #6 le 12 décembre 2021[3].

| Candidats conseiller #1 | Vote            | %               |
| ----------------------- | --------------- | --------------- |
| Flavie Ouellet          | Sans opposition | Sans opposition |

| Candidats conseiller #2 | Vote            | %               |
| ----------------------- | --------------- | --------------- |
| Gabriel Belzile         | Sans opposition | Sans opposition |

| Candidats conseiller #4 | Vote            | %               |
| ----------------------- | --------------- | --------------- |
| Christine April         | Sans opposition | Sans opposition |

| Candidats conseiller #5 | Vote            | %               |
| ----------------------- | --------------- | --------------- |
| Pascal Jean             | Sans opposition | Sans opposition |

| Candidats conseiller #6 | Vote            | %               |
| ----------------------- | --------------- | --------------- |
| Rémi Lepage             | Sans opposition | Sans opposition |

- Démission d'Éric Blanchard, maire, en août 2022 en raison de son déménagement à Rivière-du-Loup[4],[5].

- Démission de Gabriel Belzile, conseiller #2, pour se présenter lors de l'élection partielle pour la mairie[5].

- Élection sans opposition de Gabriel Belzile au poste de maire et de Frédéric Viau au poste de conseiller #2 le 7 octobre 2022[5],[6].

| Candidats pour la mairie                   | Vote            | %               |
| ------------------------------------------ | --------------- | --------------- |
| Gabriel Belzile (sortant d'un autre poste) | Sans opposition | Sans opposition |

| Candidats conseiller #2 | Vote            | %               |
| ----------------------- | --------------- | --------------- |
| Frédéric Viau           | Sans opposition | Sans opposition |

## Saint-Guy
|             | Élection (2017)                                                                                  | Dissolution (2021)                                                                       | Élection (2021)                                                                            |
| Maire       | Maxime Dupont                                                                                    | Maxime Dupont                                                                            | Yannick Pelletier                                                                          |
| Conseillers | Roger Rioux Nathalie Trudeau Jean-Pierre Saucier Gaétane Gagnon Gilles Roussel Yannick Pelletier | Vacant Nathalie Trudeau Jean-Pierre Saucier Gaétane Gagnon Yvan Sirois Yannick Pelletier | François Labrie Yvan Sirois Micheline Bérubé Gaétane Gagnon Chantal Gauthier Maxime Dupont |

| Candidats pour la mairie                     | Vote            | %               |
| -------------------------------------------- | --------------- | --------------- |
| Yannick Pelletier (Sortant d'un autre poste) | Sans opposition | Sans opposition |

| Candidats conseiller #1 | Vote            | %               |
| ----------------------- | --------------- | --------------- |
| François Labrie         | Sans opposition | Sans opposition |

| Candidats conseiller #2                | Vote            | %               |
| -------------------------------------- | --------------- | --------------- |
| Yvan Sirois (Sortant d'un autre poste) | Sans opposition | Sans opposition |

| Candidats conseiller #3 | Vote            | %               |
| ----------------------- | --------------- | --------------- |
| Micheline Bérubé        | Sans opposition | Sans opposition |

| Candidats conseiller #4  | Vote            | %               |
| ------------------------ | --------------- | --------------- |
| Gaétane Gagnon (Sortant) | Sans opposition | Sans opposition |

| Candidats conseiller #5                      | Vote | %     |
| -------------------------------------------- | ---- | ----- |
| Chantal Gauthier                             | 22   | 62,86 |
| Nathalie Trudeau (Sortante d'un autre poste) | 13   | 37,14 |

| Candidats conseiller #6                  | Vote            | %               |
| ---------------------------------------- | --------------- | --------------- |
| Maxime Dupont (Sortant d'un autre poste) | Sans opposition | Sans opposition |

- Démission de Yvan Sirois, conseiller #2, en novembre 2021[7],[8].

- Démission de Yannick Pelletier, maire, en janvier 2022[7].

- Démission de Maxime Dupont, conseiller #6, pour se présenter lors de l'élection partielle pour la mairie[7].

- Élection sans opposition de Nathalie Trudeau au poste de conseillère #6 en mars 2022[7].

| Candidats conseiller #6 | Vote            | %               |
| ----------------------- | --------------- | --------------- |
| Nathalie Trudeau        | Sans opposition | Sans opposition |

- Élection de Gilles Roussel au poste de maire et de Maxime Gobeil-Philibert au poste de conseiller #2 le 13 mars 2022[9].

| Candidats pour la mairie                 | Vote    | %     |
| ---------------------------------------- | ------- | ----- |
| Gilles Roussel                           | 40      | 66,67 |
| Maxime Dupont (Sortant d'un autre poste) | 20      | 33,33 |
| Bulletins rejetés                        | 2       |       |
| Taux de participation                    | 62 / 92 | 67,39 |

| Candidats conseiller #2 | Vote    | %     |
| ----------------------- | ------- | ----- |
| Maxime Gobeil-Philibert | 36      | 59,02 |
| Jean-Pierre Saucier     | 25      | 40,98 |
| Bulletins rejetés       | 0       |       |
| Taux de participation   | 61 / 92 | 66,30 |

- Démission de Nathalie Trudeau, conseillère #6, avant juin 2022[10].

- Démission de Micheline Bérubé, conseillère #3, annoncée lors de la séance du 29 août 2022[11].

- Élection sans opposition de Richard Daigneault au poste de conseiller #3 et de Normande Rioux au poste de conseillère #6 le 5 mars 2023[12].

| Candidats conseiller #3 | Vote            | %               |
| ----------------------- | --------------- | --------------- |
| Richard Daigneault      | Sans opposition | Sans opposition |

| Candidats conseiller #6 | Vote            | %               |
| ----------------------- | --------------- | --------------- |
| Normande Rioux          | Sans opposition | Sans opposition |

## Saint-Jean-de-Dieu
|             | Élection (2017)                                                                                         | Dissolution (2021)                                                          | Élection (2021)                                                                                       |
| Maire       | Alain Bélanger                                                                                          | Alain Bélanger                                                              | Jean-Claude Malenfant                                                                                 |
| Conseillers | Tania Gagnon-Malenfant Frédéric Leblond Jean-Claude Caron Frédéric Bastille Louiselle Rioux Nancy Gagné | Tania Gagnon-Malenfant Vacant Frédéric Bastille Louiselle Rioux Nancy Gagné | Colombe April Stéphane Rioux Jean-Marie Côté Jean-Pierre Bélisle Annie Lévesque-Lauzier Bruno Gamache |

| Taux de participation :                | Taux de participation :                | Taux de participation :                | Taux de participation :                | Taux de participation :                | 66,9 % |
| Nombre de votes valides :              | Nombre de votes valides :              | Nombre de votes valides :              | Nombre de votes valides :              | Nombre de votes valides :              | 850    |
| Nombre de votes rejetées à la mairie : | Nombre de votes rejetées à la mairie : | Nombre de votes rejetées à la mairie : | Nombre de votes rejetées à la mairie : | Nombre de votes rejetées à la mairie : | 20     |
| Nombre d'électeurs inscrits :          | Nombre d'électeurs inscrits :          | Nombre d'électeurs inscrits :          | Nombre d'électeurs inscrits :          | Nombre d'électeurs inscrits :          | 1 300  |

| Partis | Partis           | Candidats pour la mairie | Vote | %     |
| ------ | ---------------- | ------------------------ | ---- | ----- |
|        | Équipe Malenfant | Jean-Claude Malenfant    | 635  | 74,71 |
|        | Indépendant      | Alain Bélanger (Sortant) | 170  | 20,00 |
|        | Indépendante     | Marie-Pier Drapeau       | 45   | 5,29  |

| Partis | Partis           | Candidats conseiller #1 | Vote | %     |
| ------ | ---------------- | ----------------------- | ---- | ----- |
|        | Équipe Malenfant | Colombe April           | 459  | 54,45 |
|        | Indépendant      | Gaston Paré             | 384  | 45,55 |

| Partis | Partis           | Candidats conseiller #2 | Vote            | %               |
| ------ | ---------------- | ----------------------- | --------------- | --------------- |
|        | Équipe Malenfant | Stéphane Rioux          | Sans opposition | Sans opposition |

| Partis | Partis           | Candidats conseiller #3                            | Vote | %     |
| ------ | ---------------- | -------------------------------------------------- | ---- | ----- |
|        | Équipe Malenfant | Jean-Marie Côté                                    | 513  | 60,85 |
|        | Indépendant      | Jérémy Gagné                                       | 210  | 24,91 |
|        | Indépendante     | Tania Gagnon-Malenfant (Sortante d'un autre poste) | 120  | 14,23 |

| Partis | Partis           | Candidats conseiller #4     | Vote | %     |
| ------ | ---------------- | --------------------------- | ---- | ----- |
|        | Équipe Malenfant | Jean-Pierre Bélisle         | 570  | 67,62 |
|        | Indépendant      | Frédéric Bastille (Sortant) | 273  | 32,38 |

| Partis | Partis           | Candidats conseiller #5 | Vote            | %               |
| ------ | ---------------- | ----------------------- | --------------- | --------------- |
|        | Équipe Malenfant | Annie Lévesque-Lauzier  | Sans opposition | Sans opposition |

| Partis | Partis           | Candidats conseiller #6 | Vote | %     |
| ------ | ---------------- | ----------------------- | ---- | ----- |
|        | Équipe Malenfant | Bruno Gamache           | 566  | 67,62 |
|        | Indépendante     | Nancy Gagné (Sortante)  | 271  | 32,38 |

- Décès de Jean-Marie Côté, conseiller #3, le 22 juin 2022[13].

- Élection de Gaston Paré au poste de conseiller #3 le 16 octobre 2022[14].

| Candidats conseiller #3 | Vote        | %     |
| ----------------------- | ----------- | ----- |
| Gaston Paré             | 164         | 78,10 |
| Nancy Gagné             | 46          | 21,90 |
| Bulletins rejetés       | 3           |       |
| Taux de participation   | 213 / 1 306 | 16,31 |

## Saint-Mathieu-de-Rioux
|             | Élection (2017)                                                                                          | Dissolution (2021)                                                                                       | Élection (2021)                                                                                   |
| Maire       | Roger Martin                                                                                             | Roger Martin                                                                                             | Roger Martin                                                                                      |
| Conseillers | Félix Charbonneau Annie Couture Marie-Marthe Fournier Maylina Fournier Marc-André Jean Ghyslaine Labelle | Félix Charbonneau Annie Couture Marie-Marthe Fournier Maylina Fournier Marc-André Jean Ghyslaine Labelle | Aucune candidature Marc Brunelle Simon Ouellet Maylina Fournier Marc-André Jean Félix Charbonneau |

| Taux de participation :                | Taux de participation :                | Taux de participation :                | Taux de participation :                | Taux de participation :                | 54,2 % |
| Nombre de votes valides :              | Nombre de votes valides :              | Nombre de votes valides :              | Nombre de votes valides :              | Nombre de votes valides :              | 400    |
| Nombre de votes rejetées à la mairie : | Nombre de votes rejetées à la mairie : | Nombre de votes rejetées à la mairie : | Nombre de votes rejetées à la mairie : | Nombre de votes rejetées à la mairie : | 7      |
| Nombre d'électeurs inscrits :          | Nombre d'électeurs inscrits :          | Nombre d'électeurs inscrits :          | Nombre d'électeurs inscrits :          | Nombre d'électeurs inscrits :          | 751    |

| Candidats pour la mairie                      | Vote | %     |
| --------------------------------------------- | ---- | ----- |
| Roger Martin                                  | 273  | 68,25 |
| Ghyslaine Labelle (Sortante d'un autre poste) | 127  | 31,75 |

| Candidats conseiller #1 | Vote | % |
| ----------------------- | ---- | - |
| Aucune candidature      |      |   |

| Candidats conseiller #2 | Vote            | %               |
| ----------------------- | --------------- | --------------- |
| Marc Brunelle           | Sans opposition | Sans opposition |

| Candidats conseiller #3 | Vote            | %               |
| ----------------------- | --------------- | --------------- |
| Simon Ouellet           | Sans opposition | Sans opposition |

| Candidats conseiller #4     | Vote            | %               |
| --------------------------- | --------------- | --------------- |
| Maylina Fournier (Sortante) | Sans opposition | Sans opposition |

| Candidats conseiller #5   | Vote            | %               |
| ------------------------- | --------------- | --------------- |
| Marc-André Jean (Sortant) | Sans opposition | Sans opposition |

| Candidats conseiller #6                      | Vote | %     |
| -------------------------------------------- | ---- | ----- |
| Félix Charbonneau (Sortant d'un autre poste) | 252  | 63,16 |
| Pierre Henault                               | 147  | 36,84 |

- Élection sans opposition d'Alyson Bérubé au poste de conseillère #1 le 23 janvier 2022[15].

| Candidats conseiller #1 | Vote            | %               |
| ----------------------- | --------------- | --------------- |
| Alyson Bérubé           | Sans opposition | Sans opposition |

- Démission de Simon Ouellet, conseiller #3, le 6 décembre 2021 en raison d'un désaccord avec le conseil[16].

- Entrée au conseil de Guylain Saucier au poste de conseiller #3 lors de la séance du 6 juin 2022[17].

| Candidats conseiller #3 | Vote | %   |
| ----------------------- | ---- | --- |
| Guylain Saucier         | n/d  | n/d |

- Démission de Marc-André Jean, conseiller #5, et de Félix Charbonneau, conseiller #6, le 12 septembre 2022[18].

- Entrée au conseil de Pierre Jean au poste de conseiller #5 lors de la séance du 5 décembre 2022[19].

- Élection de Carole Sierpien au poste de conseillère #6 le 5 mars 2023[20].

| Candidats conseiller #6 | Vote      | %     |
| ----------------------- | --------- | ----- |
| Carole Sierpien         | 209       | 60,93 |
| Sabrina Bélanger        | 134       | 39,07 |
| Bulletins rejetés       | 0         |       |
| Taux de participation   | 343 / 744 | 46,10 |

- Démission de Maylina Fournier, conseillère #4, le 19 avril 2023[21].

- Élection de Madone Denis au poste de conseillère #4 le 27 août 2023[22].

| Candidats conseiller #4 | Vote      | %     |
| ----------------------- | --------- | ----- |
| Madone Denis            | 185       | 50,14 |
| René Bérubé             | 184       | 49,86 |
| Bulletins rejetés       | 1         |       |
| Taux de participation   | 370 / 737 | 50,20 |

## Saint-Médard
|             | Élection (2017)                                                                              | Dissolution (2021)                                                                       | Élection (2021)                                                                            |
| Maire       | Louis-Philippe Sirois                                                                        | Louis-Philippe Sirois                                                                    | Linda Gagnon                                                                               |
| Conseillers | Michel Larrivée Aucune candidature Yves Ouellet Gilles Dubé Dany Beaulieu Rodolphe Thériault | Michel Larrivée Gaston Bernier Yves Ouellet Gilles Dubé Dany Beaulieu Rodolphe Thériault | Christian Bordeleau Michel Simard Yves Ouellet Gilles Dubé Marie Talbot Rodolphe Thériault |

| Candidats pour la mairie                 | Vote            | %               |
| ---------------------------------------- | --------------- | --------------- |
| Linda Gagnon (Sortante d'un autre poste) | Sans opposition | Sans opposition |

| Candidats conseiller #1 | Vote            | %               |
| ----------------------- | --------------- | --------------- |
| Christian Bordeleau     | Sans opposition | Sans opposition |

| Candidats conseiller #2 | Vote            | %               |
| ----------------------- | --------------- | --------------- |
| Michel Simard           | Sans opposition | Sans opposition |

| Candidats conseiller #3 | Vote            | %               |
| ----------------------- | --------------- | --------------- |
| Yvon Ouellet (Sortant)  | Sans opposition | Sans opposition |

| Candidats conseiller #4 | Vote            | %               |
| ----------------------- | --------------- | --------------- |
| Gilles Dubé (Sortant)   | Sans opposition | Sans opposition |

| Candidats conseiller #5 | Vote            | %               |
| ----------------------- | --------------- | --------------- |
| Marie Talbot            | Sans opposition | Sans opposition |

| Candidats conseiller #6      | Vote            | %               |
| ---------------------------- | --------------- | --------------- |
| Rodolphe Thériault (Sortant) | Sans opposition | Sans opposition |

- Démission de Yves Ouellet, conseiller #3, et de Marie Talbot, conseiller #5, le 14 janvier 2022[7],[23].

- Entrée au conseil de Keven Ouellet au poste de conseiller #5 lors de la séance du 4 mars 2022[24].

| Candidats conseiller #4 | Vote | %   |
| ----------------------- | ---- | --- |
| Keven Ouellet           | n/d  | n/d |

- Entrée au conseil de Raphaëlle Ouellet au poste de conseillère #3 le 1er avril 2022[25].

| Candidats conseiller #3 | Vote | %   |
| ----------------------- | ---- | --- |
| Raphaëlle Ouellet       | n/d  | n/d |

## Saint-Simon-de-Rimouski
|             | Élection (2017)                                                                                     | Dissolution (2021)                                                                            | Élection (2021)                                                                                 |
| Maire       | Wilfrid Lepage                                                                                      | Richard Caron                                                                                 | Richard Caron                                                                                   |
| Conseillers | Pierre M. Barre Christian Toupin Jacqueline D'Astous Clément Ouellet Raymond Lavoie Guylaine Gagnon | Diane Lamarre André Rioux Jacqueline D'Astous Geneviève Vezeau Raymond Lavoie Guylaine Gagnon | Diane Lamarre André Rioux Jacqueline D'Astous Michel Barrière Francis Beaulieu Johanne Bélanger |

| Candidats pour la mairie | Vote            | %               |
| ------------------------ | --------------- | --------------- |
| Richard Caron (Sortant)  | Sans opposition | Sans opposition |

| Candidats conseiller #1  | Vote            | %               |
| ------------------------ | --------------- | --------------- |
| Diane Lamarre (Sortante) | Sans opposition | Sans opposition |

| Candidats conseiller #2 | Vote | %     |
| ----------------------- | ---- | ----- |
| André Rioux (Sortant)   | 141  | 72,68 |
| Caroline Lamontagne     | 53   | 27,32 |

| Candidats conseiller #3        | Vote            | %               |
| ------------------------------ | --------------- | --------------- |
| Jacqueline D'Astous (Sortante) | Sans opposition | Sans opposition |

| Candidats conseiller #4 | Vote            | %               |
| ----------------------- | --------------- | --------------- |
| Michel Barrière         | Sans opposition | Sans opposition |

| Candidats conseiller #5 | Vote            | %               |
| ----------------------- | --------------- | --------------- |
| Francis Beaulieu        | Sans opposition | Sans opposition |

| Candidats conseiller #6 | Vote            | %               |
| ----------------------- | --------------- | --------------- |
| Johanne Bélanger        | Sans opposition | Sans opposition |

- Démission de Diane Lamarre, conseillère #1, en juillet 2022[26].

- Démission de Richard Caron, maire, le 17 octobre 2022 pour raisons personnelles[27].

- Élection de Denis Marcoux au poste de maire et de Samuel Beaulieu-Provencher au poste de conseiller #1 le 18 décembre 2022[28].

| Candidats pour la mairie | Vote | %   |
| ------------------------ | ---- | --- |
| Denis Marcoux            | n/d  | n/d |

| Candidats conseiller #1    | Vote | %   |
| -------------------------- | ---- | --- |
| Samuel Beaulieu-Provencher | n/d  | n/d |

- Démission d'André Rioux, conseiller #2, en août 2023[29].

- Élection sans opposition de Michel Fleurant au poste de conseiller #2 le 1er octobre 2023[30],[31].

| Candidats conseiller #2 | Vote            | %               |
| ----------------------- | --------------- | --------------- |
| Michel Fleurant         | Sans opposition | Sans opposition |

## Saint-Éloi
|             | Élection (2017)                                                                          | Dissolution (2021)                                                                    | Élection (2021)                                                                     |
| Maire       | Mario St-Louis                                                                           | Mario St-Louis                                                                        | Aucune candidature                                                                  |
| Conseillers | Louise Rioux Jonathan Rioux Éric Veilleux Jocelyn Côté Aucune candidature Gisèle Saindon | Louise Rioux Jonathan Rioux Éric Veilleux Jocelyn Côté Mireille Gagnon Gisèle Saindon | Roger Lavoie Jonathan Rioux Éric Veilleux Jocelyn Côté Samuel Sirois Gisèle Saindon |

| Candidats pour la mairie | Vote | % |
| ------------------------ | ---- | - |
| Aucune candidature       |      |   |

| Candidats conseiller #1 | Vote            | %               |
| ----------------------- | --------------- | --------------- |
| Roger Lavoie            | Sans opposition | Sans opposition |

| Candidats conseiller #2  | Vote            | %               |
| ------------------------ | --------------- | --------------- |
| Jonathan Rioux (Sortant) | Sans opposition | Sans opposition |

| Candidats conseiller #3 | Vote            | %               |
| ----------------------- | --------------- | --------------- |
| Éric Veilleux (Sortant) | Sans opposition | Sans opposition |

| Candidats conseiller #4 | Vote            | %               |
| ----------------------- | --------------- | --------------- |
| Jocelyn Côté (Sortant)  | Sans opposition | Sans opposition |

| Candidats conseiller #5 | Vote            | %               |
| ----------------------- | --------------- | --------------- |
| Samuel Sirois           | Sans opposition | Sans opposition |

| Candidats conseiller #6   | Vote            | %               |
| ------------------------- | --------------- | --------------- |
| Gisèle Saindon (Sortante) | Sans opposition | Sans opposition |

- Élection sans opposition de Mario Saint-Louis au poste de maire le 12 décembre 2021[32].

| Candidats pour la mairie                     | Vote            | %               |
| -------------------------------------------- | --------------- | --------------- |
| Mario Saint-Louis (Sortant d'un autre poste) | Sans opposition | Sans opposition |

## Sainte-Rita
|             | Élection (2017)                                                                                  | Dissolution (2021)                                                                 | Élection (2021)                                                                        |
| Maire       | Michel Colpron                                                                                   | Michel Colpron                                                                     | Michel Colpron                                                                         |
| Conseillers | Micheline Cyr Rainville Christine Charlebois Alain Rioux Blaise Gagné Alain Forget Danny Michaud | Jean Gagnon Christine Charlebois Alain Rioux Émile Dubé Alain Forget Danny Michaud | Jean Gagnon Christine Charlebois Cindy Malenfant Émile Dubé Alain Forget Danny Michaud |

| Candidats pour la mairie | Vote            | %               |
| ------------------------ | --------------- | --------------- |
| Michel Colpron (Sortant) | Sans opposition | Sans opposition |

| Candidats conseiller #1 | Vote            | %               |
| ----------------------- | --------------- | --------------- |
| Jean Gagnon             | Sans opposition | Sans opposition |

| Candidats conseiller #2         | Vote            | %               |
| ------------------------------- | --------------- | --------------- |
| Christine Charlebois (Sortante) | Sans opposition | Sans opposition |

| Candidats conseiller #3 | Vote            | %               |
| ----------------------- | --------------- | --------------- |
| Claudy Malenfant        | Sans opposition | Sans opposition |

| Candidats conseiller #4 | Vote            | %               |
| ----------------------- | --------------- | --------------- |
| Émile Dubé (Sortant)    | Sans opposition | Sans opposition |

| Candidats conseiller #5 | Vote            | %               |
| ----------------------- | --------------- | --------------- |
| Alain Forget (Sortant)  | Sans opposition | Sans opposition |

| Candidats conseiller #6 | Vote            | %               |
| ----------------------- | --------------- | --------------- |
| Dany Michaud (Sortant)  | Sans opposition | Sans opposition |

- Vacances du poste d'Alain Forget, conseiller #5, lors de la séance du 6 février 2023[33].

- Vacances du poste de Claudy Malenfant, conseillère #3, lors de la séance du 6 février 2023[34].

- Élection sans opposition de Dany Ouellet au poste de conseiller #3 et de Pascal Lavoie au poste de conseiller #5 le 21 mai 2023[35].

| Candidats conseiller #3 | Vote            | %               |
| ----------------------- | --------------- | --------------- |
| Dany Ouellet            | Sans opposition | Sans opposition |

| Candidats conseiller #5 | Vote            | %               |
| ----------------------- | --------------- | --------------- |
| Pascal Lavoie           | Sans opposition | Sans opposition |

## Trois-Pistoles
|             | Élection (2017)                                                                                     | Dissolution (2021)                                                                                  | Élection (2021)                                                                       |
| Maire       | Jean Pierre Rioux                                                                                   | Jean Pierre Rioux                                                                                   | Philippe Guilbert                                                                     |
| Conseillers | Jacinthe Veilleux Marie LeBlanc Gina Charest Guillaume Côté-Philibert Maurice Vaney Frédéric Lagacé | Jacinthe Veilleux Marie LeBlanc Gina Charest Guillaume Côté-Philibert Maurice Vaney Frédéric Lagacé | Johanne Beaulieu Yannick Ouellet Eric Belzile Steve Cote Maurice Vaney Claudia Lagacé |

| Partis                       | Partis                     | Candidats pour la mairie | Vote | %       |
| ---------------------------- | -------------------------- | ------------------------ | ---- | ------- |
|                              | Équipe Philippe Guilbert   | Philippe Guilbert        | 754  | 55,28 % |
|                              | Trois-Pistoles Équipe 2021 | Yves Lauzier             | 610  | 44,72 % |
| Taux de participation 52,3 % |                            |                          |      |         |

| Partis | Partis                     | Candidats conseiller - Est - Siège #1 | Vote | %       |
| ------ | -------------------------- | ------------------------------------- | ---- | ------- |
|        | Équipe Philippe Guilbert   | Johanne Beaulieu                      | 215  | 53,22 % |
|        | Trois-Pistoles Équipe 2021 | Michel Lauzier                        | 189  | 46,78 % |

| Partis | Partis                     | Candidats conseiller - Est - Siège #2 | Vote | %       |
| ------ | -------------------------- | ------------------------------------- | ---- | ------- |
|        | Équipe Philippe Guilbert   | Yannick Ouellet                       | 204  | 50,25 % |
|        | Trois-Pistoles Équipe 2021 | Thomas Morin                          | 202  | 49,75 % |

| Partis | Partis                   | Candidats conseiller - Ouest - Siège #1 | Vote            | %               |
| ------ | ------------------------ | --------------------------------------- | --------------- | --------------- |
|        | Équipe Philippe Guilbert | Eric Belzile                            | Sans opposition | Sans opposition |

| Partis | Partis                     | Candidats conseiller - Ouest - Siège #2 | Vote | %       |
| ------ | -------------------------- | --------------------------------------- | ---- | ------- |
|        | Trois-Pistoles Équipe 2021 | Steve Cote                              | 200  | 41,49 % |
|        | Équipe Philippe Guilbert   | Gabrielle Ayotte Garneau                | 156  | 32,37 % |
|        | Indépendant                | Mario Bérubé                            | 126  | 26,14 % |

| Partis | Partis                     | Candidats conseiller - Nord - Siège #1 | Vote | %       |
| ------ | -------------------------- | -------------------------------------- | ---- | ------- |
|        | Indépendant                | Maurice Vaney                          | 229  | 48,11 % |
|        | Équipe Philippe Guilbert   | Paul Dumas                             | 133  | 27,94 % |
|        | Trois-Pistoles Équipe 2021 | Hélène Russell                         | 114  | 23,95 % |

| Partis | Partis                     | Candidats conseiller - Nord - Siège #2 | Vote | %       |
| ------ | -------------------------- | -------------------------------------- | ---- | ------- |
|        | Trois-Pistoles Équipe 2021 | Claudia Lagacé                         | 242  | 50,52 % |
|        | Équipe Philippe Guilbert   | Lorraine Michaud                       | 237  | 49,48 % |